# Ballston
Ballston – miasto w Stanach Zjednoczonych, w stanie Nowy Jork, w hrabstwie Saratoga.